# Szolnoki MÁV FC
El Szolnoki MÁV FC és un club de futbol hongarès de la ciutat de Szolnok.

## Història
El club va ser fundat l'any 1910. El seu major èxit fou una copa hongaresa guanyada la temporada 1940-41.
Evolució del nom:
- 1910: Szolnoki MÁV Sport Egyesület (SE)
- 1948: Szolnoki Vasutas SE
- 1949: Szolnoki Lokomotív SK
- 1953: Szolnoki Törekvés SE
- 1956: Szolnoki MÁV Sport Egyesület
- 1979: Szolnoki MÁV MTE (fusió amb Szolnoki MTE)
- 1996: Szolnoki MÁV FC

## Palmarès
- Copa d'Hongria: 
  - 1940-41